# Is There Love in Space?
„Is There Love in Space?“ е десетият студиен албум на американския китарист Джо Сатриани, издаден на 13 април 2004 г.

### Бонус песни
1. „Tumble“ (само в магазините на Епъл iTunes)
2. „Dog with Crown & Earring“ (само в японското издание)

## Състав
- Джо Сатриани – китара, бас, клавишни, хармоника, вокали
- Мат Байсънт – бас
- Джеф Кампители – барабани, перкусия